# 油坂出入口
油坂出入口（あぶらさかでいりぐち）とは、中部縦貫自動車道（油坂峠道路）の出入口。福井県大野市東市布に所在する。2024年11月現在、九頭竜IC方面の中部縦貫自動車道大野油坂道路が事業中である。

## 概要
現在、油坂峠道路は福井方面の国道158号現道と直結している。大野油坂道路との接続に伴い、当地点はONランプとして機能し、東市布トンネル‐上半原トンネル間にOFFランプが建設される。
旧道（油坂隧道・油坂峠）は油坂峠料金所跡地の200 m福井市寄りにある信号のない丁字路を山側に入っていくことになる。旧道は急勾配・急カーブでかつ道路幅員が狭小である。

## 油坂峠料金所
油坂峠料金所は、油坂峠道路が2005年（平成17年）9月30日に無料開放されたことに伴い、閉鎖・撤去された。併設されていた「油坂峠料金所事務所」も同日をもって閉鎖されている。
料金収受は自動化されETCも利用できたが、ノンストップによる無線通行はできなかった。料金所ブースは当初上下線で1レーンずつだったが、その後2レーンずつに増設されていた。

## 沿革
- 1999年（平成11年）4月26日 : 油坂峠道路開通に伴い、油坂出入口・油坂峠料金所供用開始。
- 2005年（平成17年）9月30日 : 無料開放に伴い、油坂峠料金所を閉鎖・撤去。
- 2029年（令和11年）春 : 油坂出入口 - 九頭竜IC間開通予定[2][3][4][5][注釈 1]。

## 道路
E67 中部縦貫自動車道（油坂峠道路、大野油坂道路）

## 隣
白鳥西IC - 油坂出入口 -(事業中)- 九頭竜IC
白鳥西ICは福井方面から一般道への最終出口となっており、ここを過ぎると東海北陸自動車道まで一般道への出口は無い（白鳥ICは東海北陸道方面にのみ接続するハーフIC）。